# Gary Fisher
Gary Christopher Fisher est un coureur cycliste, concepteur de vélo et chef d'entreprise américain né le 5 novembre 1950 à Oakland (Californie). Il est considéré comme l'un des inventeurs du vélo tout terrain dans les années 1970. Il fonde sa société et sa propre marque de VTT, Fisher MountainBikes en 1983, qui devient une marque de Trek Bicycle Corporation en 1993.
Il est admis au Mountain Bike Hall of Fame en 1988.

## Débuts sur route
Gary Fisher commence les courses sur route à l'âge de 12 ans. Il habite et s'entraine dans le Comté de Marin, en Californie. En 1968, il est exclu des courses officielles car ses cheveux sont trop longs. En 1972, cette règle est abolie, et il reprend la compétition. Il termine deuxième du Nevada City Classic, et devient un coureur de première catégorie selon la classification de la Fédération cycliste des États-Unis. Il fait partie du Vélo Club Tamalpais, fondé par Joe Breeze, club qui est plus proche de la contre culture hippie que du sérieux des coureurs sur route.

## Les prémices du vélo tout terrain
Dès 1971, Gary Fisher modifie des vieux beach cruiser Schwinn des années 1930, qu'il utilise pour aller rouler sur les chemins. Il ajoute des pneus de grosse section, et est le premier à ajouter un dérailleur. Il participe avec ce vélo aux sorties offroad du Vélo Club Tamalpais, sur les pentes du Mont Tamalpais. Il est également testeur sur route pour le magazine américain Bicycling!
À partir de 1976, il participe à huit Repack Races et en gagne quatre, et détient le record du meilleur temps.
Gary Fisher a longtemps prétendu être l'inventeur du vélo tout terrain. Les recherches menées par l'ancien journaliste spécialisé Frank J. Berto, ont cependant montré une réalité plus complexe, avec des apports importants de personnes différentes. Gary Fisher a participé à cette invention en installant des dérailleurs sur les premiers prototypes de Schwinn modifiés, et il a popularisé le terme de Mountain Bike

## L'entreprise

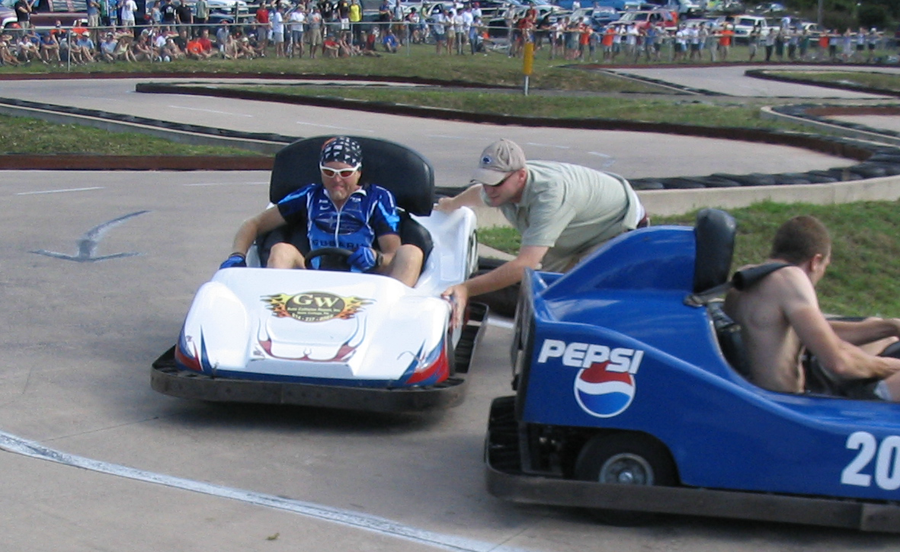
Gary Fisher aux Championnats du monde de Single Speed de 2005.

En 1979, Gary Fisher fonde avec Charlie Kelly l'entreprise MountainBikes. Il crée sa propre structure en 1983, Fisher MountainBikes.
Il introduit en 1982 un tube de direction élargi, qui permet plus de stabilité dans la direction. C'est également un fervent partisan du 29 pouces et dès 2002, il est l'un des premiers à croire à l'intérêt de cette taille de roue,. Il réussit à faire accepter cette nouvelle taille de roues dans les compétitions de VTT de l'Union cycliste internationale.
En avril 1993, sa société est rachetée par Trek Bicycle Corporation, et devient Gary Fisher Bicycle, une division de Trek,. Le 16 juin 2010, Trek Bicycle Corporation annonce que la marque Gary Fisher est remplacée par la « Gary Fisher Collection », une sous-marque de Trek.
En parallèle de son activité d'entrepreneur, Gary Fisher continue de participer à des courses de VTT. Il est champion national master de cross-country en 1996.

## Récompenses
- 1988 : Mountain Bike Hall of Fame in 1988.
- 1994 : le magazine Smithsonian l'honore en tant que "père fondateur du Mountain Bike."
- 1998 : Popular Mechanics le nomme pour ses innovations dans le sport.
- 2000 : Le magazine Outside le classe dans les "50 qui ont laissé leur trace" dans le sport